# Berberis brachypoda
Berberis brachypoda là một loài thực vật có hoa trong họ Hoàng mộc. Loài này được Maxim. mô tả khoa học đầu tiên năm 1877.

## Hình ảnh

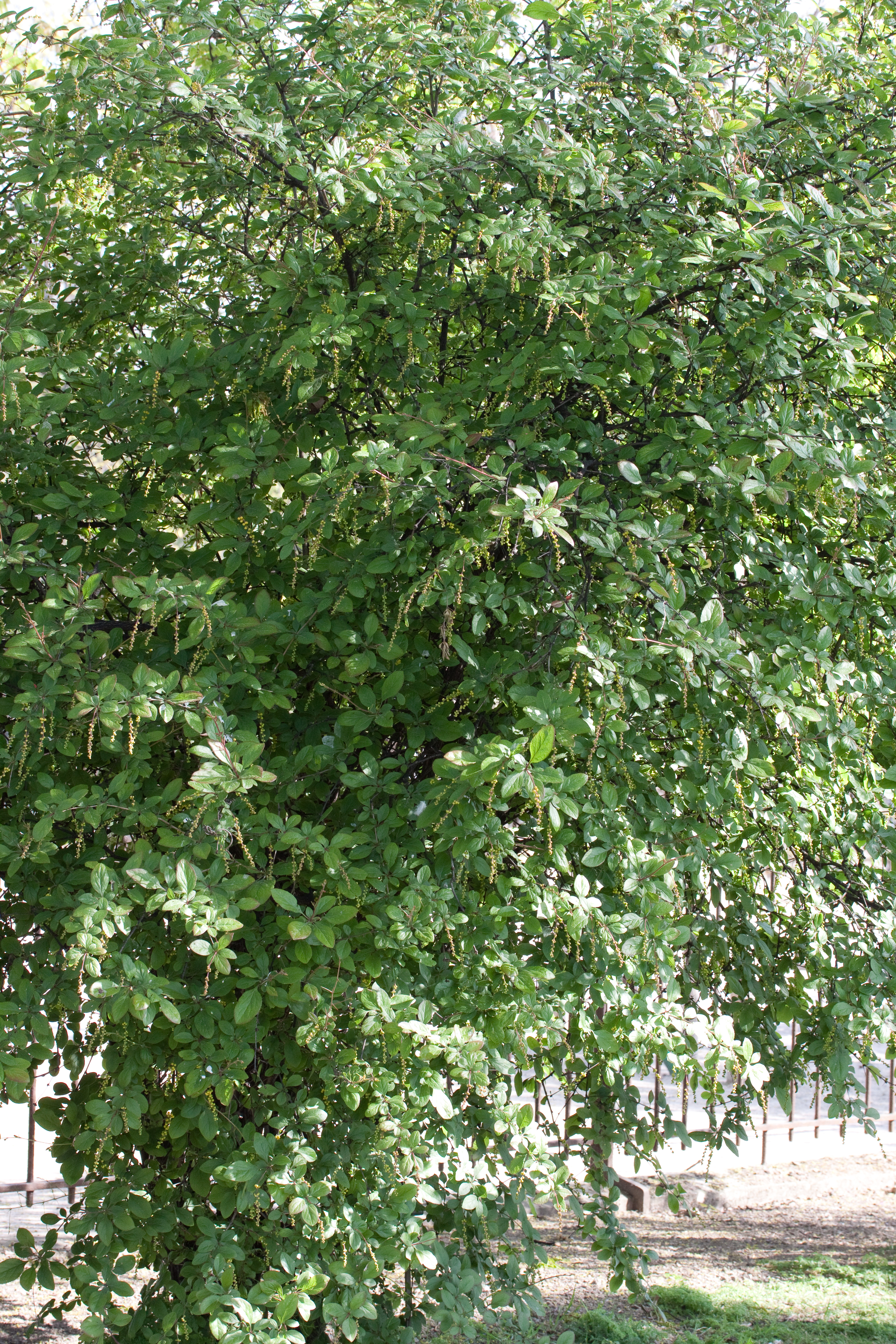
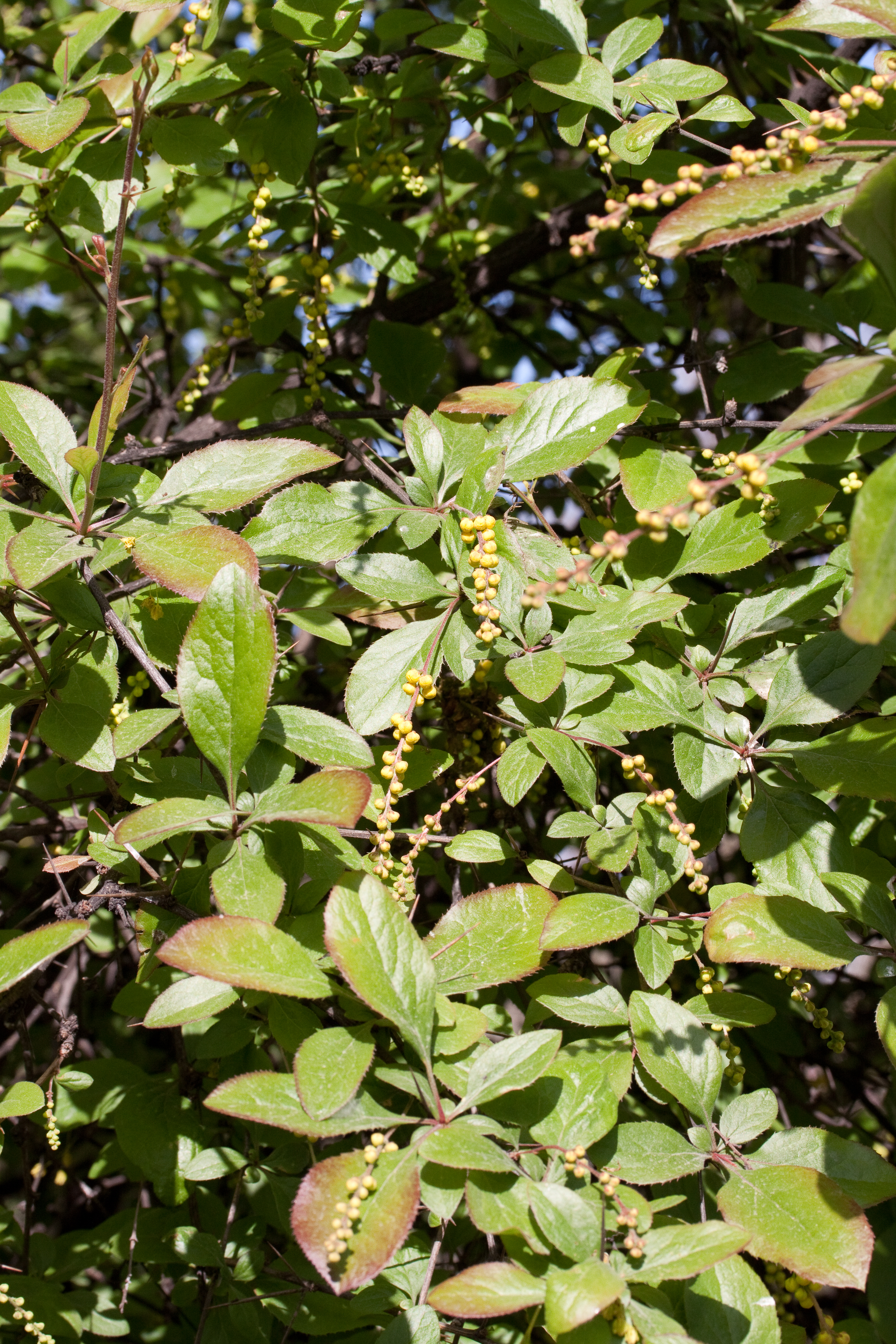